# Брігітт Вагнер
Брігітт Вагнер (нім. Brigitte Wagner; нар. 20 листопада 1983, Фрайзінг, Верхня Баварія) — німецька борчиня вільного стилю, переможець, бронзова та дворазова срібна призерка чемпіонатів світу, переможець та бронзова призерка чемпіонатів Європи, учасниця Олімпійських ігор.

## Життєпис
Боротьбою почала займатися з 1991 року. Чемпіонка світу серед юніорів 2001 року. Чемпіонка світу серед кадетів 1998 року. Бронзова призерка чемпіонату світу серед кадетів 1999 року. Чемпіонка Європи серед юніорів 2002 року. Срібна призерка чемпіонату Європи серед юніорів 2000 року. Чемпіонка Європи серед кадетів 2000 року.
Виступала за спортивний клуб «SV Зігфрід» Гальбергмос. Тренери — Юрген Шейбе, Махмуд Карімі, Християн Едфельдер.

## Спортивні результати на міжнародних змаганнях

### Виступи на Олімпіадах
| Змагання                                   | Збірна    | Вагова категорія          | Місце |
| ------------------------------------------ | --------- | ------------------------- | ----- |
| Боротьба на літніх Олімпійських іграх 2004 | Німеччина | жіноча боротьба, до 48 кг | 6     |

### Виступи на Чемпіонатах світу
| Змагання                        | Збірна    | Вагова категорія          | Місце  |
| ------------------------------- | --------- | ------------------------- | ------ |
| Чемпіонат світу з боротьби 2001 | Німеччина | жіноча боротьба, до 46 кг | Бронза |
| Чемпіонат світу з боротьби 2002 | Німеччина | жіноча боротьба, до 48 кг | Золото |
| Чемпіонат світу з боротьби 2005 | Німеччина | жіноча боротьба, до 51 кг | 14     |
| Чемпіонат світу з боротьби 2006 | Німеччина | жіноча боротьба, до 51 кг | 5      |
| Чемпіонат світу з боротьби 2007 | Німеччина | жіноча боротьба, до 48 кг | 10     |

### Виступи на Чемпіонатах Європи
| Змагання                         | Збірна    | Вагова категорія          | Місце  |
| -------------------------------- | --------- | ------------------------- | ------ |
| Чемпіонат Європи з боротьби 2001 | Німеччина | жіноча боротьба, до 46 кг | 4      |
| Чемпіонат Європи з боротьби 2002 | Німеччина | жіноча боротьба, до 48 кг | Срібло |
| Чемпіонат Європи з боротьби 2003 | Німеччина | жіноча боротьба, до 48 кг | Золото |
| Чемпіонат Європи з боротьби 2004 | Німеччина | жіноча боротьба, до 48 кг | Срібло |
| Чемпіонат Європи з боротьби 2007 | Німеччина | жіноча боротьба, до 48 кг | Бронза |
| Чемпіонат Європи з боротьби 2008 | Німеччина | жіноча боротьба, до 51 кг | 5      |

### Виступи на Кубках світу
| Змагання                    | Збірна    | Вагова категорія          | Місце |
| --------------------------- | --------- | ------------------------- | ----- |
| Кубок світу з боротьби 2007 | Німеччина | жіноча боротьба, до 48 кг | 6     |

### Виступи на інших змаганнях
| Змагання                                                    | Збірна    | Вагова категорія          | Місце  |
| ----------------------------------------------------------- | --------- | ------------------------- | ------ |
| Гран-прі Німеччини з боротьби 2002                          | Німеччина | жіноча боротьба, до 51 кг | Срібло |
| Klippan Lady Open 2003                                      | Німеччина | жіноча боротьба, до 48 кг | Срібло |
| Гран-прі Німеччини з боротьби 2003                          | Німеччина | жіноча боротьба, до 51 кг | Срібло |
| Austrian Ladies Open 2003                                   | Німеччина | жіноча боротьба, до 51 кг | 9      |
| Тестовий турнір FILA 2004                                   | Німеччина | жіноча боротьба, до 48 кг | 4      |
| Міжнародний меморіал Дейва Шульца 2004                      | Німеччина | жіноча боротьба, до 48 кг | Срібло |
| Олімпійський кваліфікаційний турнір з боротьби 2004 (Туніс) | Німеччина | жіноча боротьба, до 48 кг | Золото |
| Austrian Ladies Open 2004                                   | Німеччина | жіноча боротьба, до 48 кг | Золото |
| Austrian Ladies Open 2005                                   | Німеччина | жіноча боротьба, до 51 кг | Срібло |
| Гран-прі Німеччини з боротьби 2006                          | Німеччина | жіноча боротьба, до 51 кг | Срібло |
| Гран-прі Німеччини з боротьби 2007                          | Німеччина | жіноча боротьба, до 48 кг | Срібло |
| Гран-прі Німеччини з боротьби 2008                          | Німеччина | жіноча боротьба, до 48 кг | 12     |

### Виступи на змаганнях молодших вікових груп
| Змагання                                       | Збірна    | Вагова категорія          | Місце  |
| ---------------------------------------------- | --------- | ------------------------- | ------ |
| Чемпіонат Європи з боротьби серед юніорів 2000 | Німеччина | жіноча боротьба, до 46 кг | Срібло |
| Чемпіонат світу з боротьби серед юніорів 2000  | Німеччина | жіноча боротьба, до 46 кг | 5      |
| Чемпіонат світу з боротьби серед юніорів 2001  | Німеччина | жіноча боротьба, до 46 кг | Золото |
| Чемпіонат Європи з боротьби серед юніорів 2002 | Німеччина | жіноча боротьба, до 50 кг | Золото |
| Чемпіонат світу з боротьби серед кадетів 1998  | Німеччина | жіноча боротьба, до 40 кг | Золото |
| Чемпіонат світу з боротьби серед кадетів 1999  | Німеччина | жіноча боротьба, до 43 кг | Бронза |
| Чемпіонат Європи з боротьби серед кадетів 2000 | Німеччина | жіноча боротьба, до 43 кг | Золото |